# Paul Cairns
Pour les articles homonymes, voir Cairns (homonymie).
Paul Cairns, surnommé "Mad Mac", fut brièvement guitariste au sein du groupe de heavy metal britannique Iron Maiden en 1979. Il fut le premier guitariste à jouer aux côtés de l'autre guitariste Dave Murray, qui avait assumé seul cette tâche depuis les The Soundhouse Tapes. Il fut remplacé par Paul Todd.